# Vírus da varíola dos macacos
O vírus da varíola dos macacos (por vezes abreviado MPV ou MPXV do inglês monkeypox virus) é um vírus zoonótico de DNA de fita dupla que causa a varíola dos macacos em humanos e outros animais. Pertence ao gênero Orthopoxvirus da família Poxviridae. Faz parte do grupo dos ortopoxvírus humanos, que inclui os vírus da varíola (VARV), da varíola bovina (CPX) e da vacínia (VACV). Não é um ancestral direto, nem um descendente direto do vírus da varíola que causa a varíola. A varíola dos macacos é semelhante à varíola, mas com uma erupção cutânea mais leve e menor taxa de mortalidade.
A variação na virulência do vírus foi observada em isolados da África Central, onde as cepas são mais virulentas do que as da África Ocidental. As duas áreas têm clados distintos do vírus, denominados Bacia do Congo (África Central) e clados da África Ocidental.

## Reservatório
O vírus é transportado por animais, incluindo primatas. Foi identificado pela primeira vez por Preben von Magnus em Copenhague na Dinamarca, em 1958, em macacos -caranguejos (Macaca fascicularis) sendo usados como animais de laboratório. O surto de 2003 nos Estados Unidos foi atribuído a cães da pradaria infectados de um rato importado da Gâmbia .
O vírus da varíola dos macacos causa a doença em primatas e em outros animais. O vírus é encontrado principalmente em regiões de florestas tropicais da África Central e Ocidental.

## Transmissão
O vírus pode se espalhar tanto de animal para humano quanto de humano para humano. A infecção de animal para humano pode ocorrer através de uma mordida de animal ou por contato direto com fluidos corporais de um animal infectado. O vírus pode se espalhar de humano para humano pela respiração de gotículas e contato com fômites (superfícies tocáveis) dos fluidos corporais - entre eles - fluidos genitais de uma pessoa infectada. O período de incubação é entre 10 e 14 dias. Os sintomas prodrômicos incluem inchaço dos gânglios linfáticos, dor muscular, dor de cabeça, febre, antes do surgimento da erupção cutânea.

## Epidemiologia

Um mapa da propagação do vírus da varíola dos macacos globalmente.
Endêmico do clado da África Ocidental
Endêmico do clado da África Central
Ambos os clados registrados
Surto do clado da África Ocidental

O vírus é encontrado principalmente nas florestas tropicais da África Central e da África Ocidental . Foi descoberto pela primeira vez em macacos em 1958 e em humanos em 1970. Entre 1970 e 1986, mais de 400 casos em humanos foram relatados. Pequenos surtos virais com uma taxa de mortalidade na faixa de 10% e uma taxa de infecção secundária de humano para humano de aproximadamente a mesma quantidade ocorrem rotineiramente na África Central e Ocidental equatorial. Acredita-se que a principal via de infecção seja o contato com os animais infectados ou seus fluidos corporais. O primeiro surto relatado fora da África ocorreu em 2003 no meio- oeste dos Estados Unidos em Illinois, Indiana e Wisconsin, com uma ocorrência em Nova Jersey. Não ocorreram mortes.
Em 2022 o vírus reapareceu fora do continente africano e se espalhou rapidamente pela Europa e América através de um surto.